# 스페셜 올림픽 월드 게임

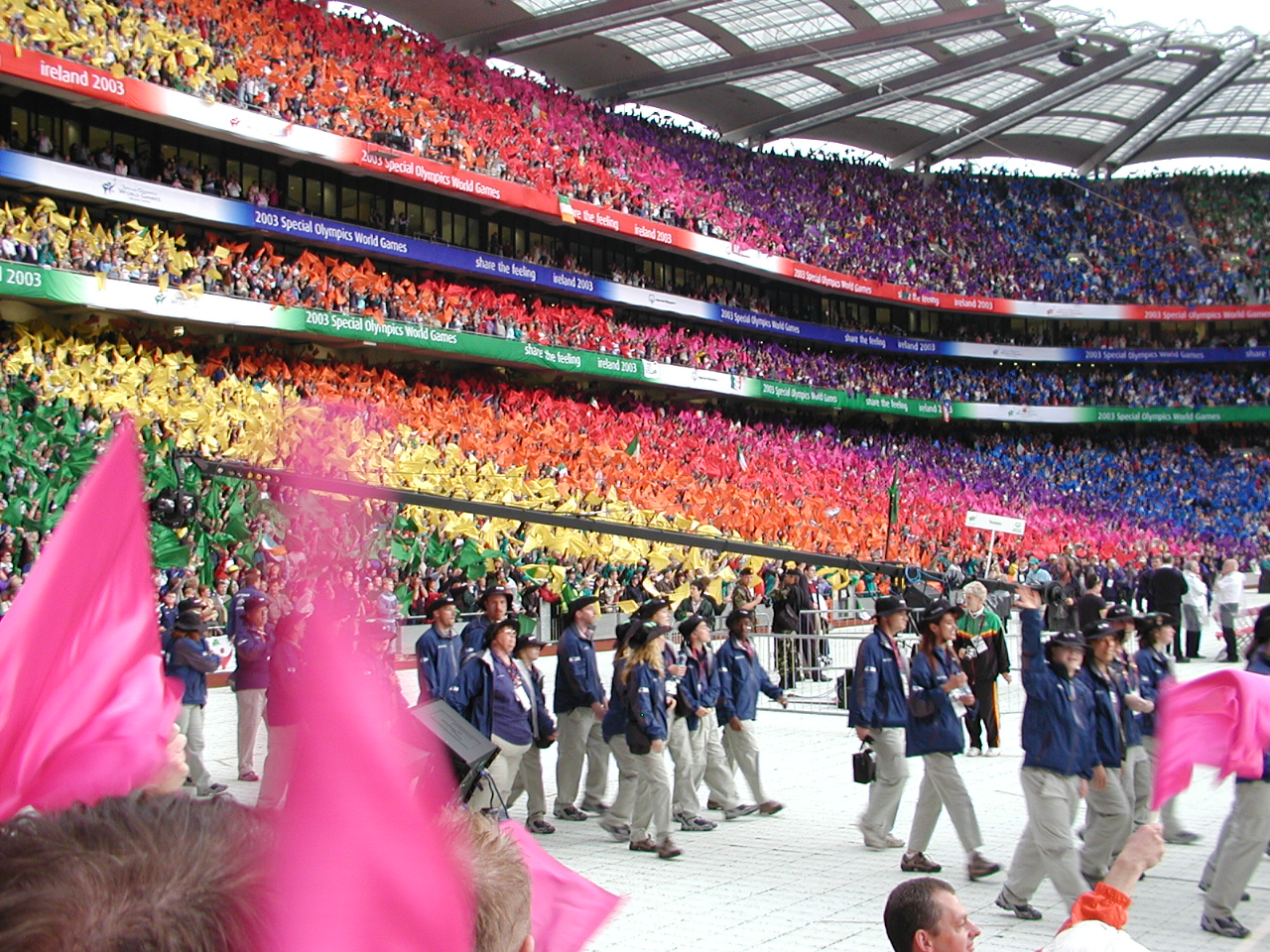
2003년 아일랜드 더블린 크로크 파크에서 열린 스페셜 올림픽 개막식에 참석한 군중들

스페셜 올림픽 월드 게임(Special Olympics World Games)은 지적 발달 장애가 있는 선수들이 참가하는 국제 스포츠 대회이다. 존 F. 케네디 대통령의 여동생이자 사회사업가인 고(故) 유니스 케네디 슈라이버의 제안으로 1968년부터 열렸으며, 1975년부터 4년마다 열리고 있다. 스페셜올림픽은 지적발달 장애인의 운동능력과 사회적응력을 높이는 것이 목적이다. 승패보다는 도전과 노력에 의미를 두기 때문에 1ㆍ2ㆍ3위에겐 메달, 나머지 모든 참가 선수에겐 리본을 달아준다. 동ㆍ하계대회로 나뉘어 4년에 한 번씩 개최되며 올림픽, 패럴림픽, 데플림픽과 더불어 IOC에서 인정하는 올림픽이다.
현재 전세계 200여 개국 670만 여명의 선수가 활동하고 있으며, 한국에서는 스페셜올림픽코리아가 국가대표 선수단을 선발하여 출전하고 있다.

## 연혁

### 하계 스페셜 올림픽
| 하계 스페셜 올림픽        | 하계 스페셜 올림픽 | 하계 스페셜 올림픽        | 하계 스페셜 올림픽 |
| 연도                      | 회                 | 도시                      | 나라               |
| ------------------------- | ------------------ | ------------------------- | ------------------ |
| 1968년 하계 스페셜 올림픽 | 1                  | 시카고                    | 미국               |
| 1970년 하계 스페셜 올림픽 | 2                  | 시카고                    | 미국               |
| 1972년 하계 스페셜 올림픽 | 3                  | 로스앤젤레스              | 미국               |
| 1975년 하계 스페셜 올림픽 | 4                  | 마운트플레전트 (미시간주) | 미국               |
| 1979년 하계 스페셜 올림픽 | 5                  | 브락포트                  | 미국               |
| 1983년 하계 스페셜 올림픽 | 6                  | 배턴루지                  | 미국               |
| 1987년 하계 스페셜 올림픽 | 7                  | 노터데임                  | 미국               |
| 1991년 하계 스페셜 올림픽 | 8                  | 미니애폴리스, 세인트폴    | 미국               |
| 1995년 하계 스페셜 올림픽 | 9                  | 뉴헤이븐                  | 미국               |
| 1999년 하계 스페셜 올림픽 | 10                 | 더럼, 롤리, 채플힐        | 미국               |
| 2003년 하계 스페셜 올림픽 | 11                 | 더블린                    | 아일랜드           |
| 2007년 하계 스페셜 올림픽 | 12                 | 상하이                    | 중화인민공화국     |
| 2011년 하계 스페셜 올림픽 | 13                 | 아테네                    | 그리스             |
| 2015년 하계 스페셜 올림픽 | 14                 | 로스앤젤레스              | 미국               |
| 2019년 하계 스페셜 올림픽 | 15                 | 아부다비                  | 아랍에미리트       |
| 2023년 하계 스페셜 올림픽 | 16                 | 베를린                    | 독일               |

### 동계 스페셜 올림픽
| 동계 스페셜 올림픽        | 동계 스페셜 올림픽 | 동계 스페셜 올림픽    | 동계 스페셜 올림픽 |
| 연도                      | 회                 | 도시                  | 나라               |
| ------------------------- | ------------------ | --------------------- | ------------------ |
| 1977년 동계 스페셜 올림픽 | 1                  | 스팀포트 스프링스     | 미국               |
| 1981년 동계 스페셜 올림픽 | 2                  | 스머글러 너치, 스토우 | 미국               |
| 1985년 동계 스페셜 올림픽 | 3                  | 파크 시티             | 미국               |
| 1989년 동계 스페셜 올림픽 | 4                  | 리노, 타호호          | 미국               |
| 1993년 동계 스페셜 올림픽 | 5                  | 잘츠부르크, 슐라드밍  | 오스트리아         |
| 1997년 동계 스페셜 올림픽 | 6                  | 토론토, 콜링우드      | 캐나다             |
| 2001년 동계 스페셜 올림픽 | 7                  | 앵커리지              | 미국               |
| 2005년 동계 스페셜 올림픽 | 8                  | 나가노                | 일본               |
| 2009년 동계 스페셜 올림픽 | 9                  | 보이시                | 미국               |
| 2013년 동계 스페셜 올림픽 | 10                 | 평창                  | 대한민국           |
| 2017년 동계 스페셜 올림픽 | 11                 | 그라츠, 슐라드밍      | 오스트리아         |
| 2022년 동계 스페셜 올림픽 | 12                 | 카잔                  | 러시아             |

## 같이 보기
- 고대 올림픽
- 데플림픽